# 38a temporada de 30 minuts
La trenta-vuitena temporada del programa de reportatges 30 minuts de TV3 va tenir 35 episodis, 34 dels quals originals i un reemès. Encara que les emissions regulars en diumenge van començar el 9 d'octubre de 2022, l'1 d'octubre es va emetre un reportatge especial en un programa dedicat al cinquè aniversari del referèndum sobre la independència de Catalunya de 2017. La temporada regular es va estrenar amb el reportatge de producció pròpia Les arrels del narcotràfic, sobre el cultiu il·legal de marihuana i les rutes marítimes del contraban a Catalunya. L'últim episodi de la temporada, dedicat a la Catalunya Nord, es va emetre el 16 de juliol de 2023.
El programa va combinar reportatge de producció pròpia, alguns produïts en col·laboració de productores exteriors (com Mamba Media, Incís Films o Clack) i d'altres adquirits de sèries documentals de canals d'altres països com el francès M6, la britànica BBC Two o el suís RSI.

## Llista d'episodis
| Núm. total | Núm. de la temporada | Títol                                  | Direcció                                                              | Data d'emissió original | Espectadors (milions) | Quota de pantalla |
| --- | -------------------- | -------------------------------------- | --------------------------------------------------------------------- | ----------------------- | --------------------- | ----------------- |
| Sense anunciar | 1                    | «El poder de decidir»                  | Genís Cormand i Xavier Bonet                                          | 1 d'octubre de 2022     | Sense determinar      | Sense anunciar    |
| El programa, de producció pròpia, compara el procés d'autodeterminació català amb processos similars arreu del món en els darrers cinquanta anys, incloent-hi 33 referèndums d'independència. El reportatge explora les condicions sota les quals es pot negociar un referèndum i els resultats tant de referèndums negociats com unilateralment convocats, així com les reaccions de la comunitat internacional. El reportatge també inclou entrevistes amb experts en diferents àmbits i va ser produït en format UHD. El programa també destaca esdeveniments recents, com el referèndum per la independència d'Escòcia, la mort del separatista cors Yvan Colonna i el canvi de posició del govern espanyol sobre el Sàhara Occidental. |                      |                                        |                                                                       |                         |                       |                   |
| Sense anunciar | 2                    | «Les arrels del narcotràfic»           | Fàtima Llambrich i Guillem Prieto Marín                               | 9 d'octubre de 2022     | 317.000               | 14,8%             |
| El documental, de producció pròpia, explica com la pressió policial al sud d'Espanya ha portat a desembarcaments de fardells d'haixix a la costa catalana, tal com va passar a les dècades del 1990 i 2000. El documental segueix als agents de Vigilància Duanera en patrullatges per l'estret de Gibraltar i mostra com el crim organitzat ha començat a corrompre policies i a infiltrar-se en l'economia legal. També explora com la marihuana facilita l'entrada del jovent al món de la delinqüència. Els operatius de la Guàrdia Civil a Tarragona han permès establir un diagnòstic preocupant pel que fa al tràfic d'haixix i la presència d'una infraestructura criminal a les platges del Delta de l'Ebre. El documental inclou el testimoni d'una persona condemnada per tràfic d'haixix i pertinença a organització criminal. |                      |                                        |                                                                       |                         |                       |                   |
| Sense anunciar | 3                    | «Pegasus, l'espia a la butxaca»        | Jordi Regàs i Sara Segarra                                            | 16 d'octubre de 2022    | 373.000               | 17,8%             |
| El reportatge, de producció pròpia, revela els abusos comesos amb el programa espia Pegasus, utilitzat per diversos països del món per lluitar contra el terrorisme i el crim organitzat. Periodistes, oponents polítics i activistes pels drets humans han estat espiats sistemàticament per règims autoritaris del golf Pèrsic, però també per països occidentals com Hongria, Polònia o Espanya. El reportatge es centra en el "Catalangate", el cúmul de casos d'espionatge més gran que mai s'ha trobat el laboratori canadenc Citizen Lab, amb 65 infeccions confirmades. El Parlament Europeu ha engegat una comissió d'investigació que podria desembocar en alguna mena de regulació. |                      |                                        |                                                                       |                         |                       |                   |
| Sense anunciar | 4                    | «La pagesia que ve»                    | Lluís Jené en col·laboració amb Montse Jaén                           | 23 d'octubre de 2022    | 340.000               | 14,2%             |
| El reportatge, dirigit i produït per Lluís Jené, parla d'un grup de joves pagesos que busquen un canvi de paradigma a favor d'un model agrícola més social i sostenible, enfront de l'agroindústria ultraproductiva. Aquestes noves generacions surten d'escoles agràries i venen amb propostes tecnològicament avançades, però també amb una mirada a la manera de fer tradicional per recuperar algunes coses del passat. Els joves pagesos parlen de producció i viabilitat, però sota una visió més ecològica i social del món. Busquen respectar la terra, la qualitat, l'arrelament, la diversitat, la proximitat i la sostenibilitat ambiental i social. A més a més, també volen revertir el despoblament dels pobles. |                      |                                        |                                                                       |                         |                       |                   |
| Sense anunciar | 5                    | «Crims de guerra a Ucraïna»            | Myriam Zehar i Alice Panouillot                                       | 30 d'octubre de 2022    | 210.000               | 11,0%             |
| A Ucraïna s'han obert més de 10.000 casos de crims de guerra. Des d'abril de 2022, una gran varietat d'experts estan treballant junts per documentar cada mort de civils causada per Rússia, per acusar-la davant de la Cort Penal Internacional. El reportatge, emès originalment amb el títol de Russie - Ukraine : enquête au cœur des crimes de guerre al programa Enquête exclusive del canal francès M6, segueix el treball diari dels gendarmes francesos que treballen amb la fiscalia i la policia ucraïneses per identificar cossos trobats als carrers, enterrats en fosses comunes o en jardins privats. El documental també inclou testimonis de familiars i testimonis que encara busquen respostes sobre com van morir les persones estimades. |                      |                                        |                                                                       |                         |                       |                   |
| Sense anunciar | 6                    | «Pirineu, el debat pendent»            | Ignasi Gallart i Joan Torrents                                        | 6 de novembre de 2022   | 340.000               | 16,0%             |
| El programa, de producció pròpia, ha centrat el seu reportatge en el Pirineu, on l'1% de la població de Catalunya viu. Aquest territori està experimentant una transformació econòmica amb una creixent dependència del turisme, impulsada per l'esquí. Això ha provocat que les activitats tradicionals de la pagesia s'hagin anat arraconant. El turisme no ha resolt problemes com les comunicacions o l'accés als serveis públics i ha fet més difícil l'accés a l'habitatge. El debat pendent és decidir si es vol atreure més turisme tot l'any o donar espai a altres sectors econòmics per al futur del Pirineu. |                      |                                        |                                                                       |                         |                       |                   |
| Sense anunciar | 7                    | «Viure a 50 graus»                     | Gavin Searle i Guy Creasey                                            | 13 de novembre de 2022  | 339.000               | 17,0%             |
| El reportatge, emès originalment a la BBC Two amb el títol original de Life at 50 degrees Celsius, mostra com la crisi climàtica està afectant la vida de les persones a les zones més càlides del món. A Austràlia, el nombre de dies amb temperatures superiors als 40 graus s'ha multiplicat per sis en els últims 60 anys. A Nigèria, els agricultors han de cavar més fondo per trobar aigua i els ramaders alimenten el bestiar amb cartrons trossejats per enganyar la fam. Les onades de calor s'han triplicat en les zones urbanes i representen un perill per a la salut. El reportatge conclou que les persones més afectades per la crisi climàtica són les més pobres, mentre que són els més rics els que més contaminen. |                      |                                        |                                                                       |                         |                       |                   |
| Sense anunciar | 8                    | «La segona oportunitat»                | Xavi Montanyà i Núria Font                                            | 20 de novembre de 2022  | 260.000               | 12,4%             |
| El reportatge, produït per Televisió de Catalunya en col·laboració amb Mamba Media, tracta sobre la reinserció penitenciària i si la societat està preparada per a donar una segona oportunitat a les persones que han estat privades de llibertat. Es discuteix si les institucions públiques estan fent prou per garantir una veritable reinserció i per què el tercer sector és essencial en aquest tema. El reportatge inclou diversos testimonis de persones que han viscut la reinserció des de dins, empresaris, terapeutes, representants públics i treballadors del tercer sector. També es parla dels obstacles que les persones que han estat a la presó enfronten per trobar feina i ser acceptades per la societat. |                      |                                        |                                                                       |                         |                       |                   |
| Sense anunciar | 9                    | «Entre la terra i el cel: guerra»      | Manel Alías                                                           | 27 de novembre de 2022  | 332.000               | 15,5%             |
| El corresponsal de TV3 Manel Alías ha realitzat un reportatge que ofereix una mirada única a les afectacions de la guerra d'Ucraïna des del front rus, amb accés exclusiu a les zones del Donbàs controlades per Rússia. L'equip ha estat el primer enviat d'una televisió occidental que ha seguit tot el procés d'annexió de les quatre regions ucraïneses i mostra les votacions en ciutats com Donetsk, però també en altres de controlades recentment per les forces prorusses, com Volnovakha. El reportatge també inclou entrevistes a supervivents del setge de Mariúpol i veïns de la capital de la regió de Donetsk, així com al president de l'autoproclamada República de Donetsk. A més, el programa entrevista al responsable de Memorial, l'organització guardonada amb el Nobel de la Pau del 2022, que acusa durament Vladímir Putin. |                      |                                        |                                                                       |                         |                       |                   |
| Sense anunciar | 10                   | «Dones, vida, llibertat»               | Jiyar Gol                                                             | 4 de desembre de 2022   | 302.000               | 14,2%             |
| El reportatge, produït per BBC Persian Television amb el nom d'Iran: Women Rising, relata les protestes després de la mort de Mahsa Amini, una jove kurda de 22 anys que va morir després de ser detinguda per la policia de la moral iraniana per presumptament violar l'estricta llei que obliga les dones a cobrir-se els cabells amb un hijab o un mocador. Les protestes, que han causat més de 330 morts, uns 40 dels quals eren menors d'edat, s'han convertit en un dels reptes més grans amb què s'ha hagut d'enfrontar el règim dels aiatol·làs en molts anys. Malgrat la repressió de les forces de seguretat, la mobilització es manté i continua rebent suport. |                      |                                        |                                                                       |                         |                       |                   |
| Sense anunciar | 11                   | «Morir pels drets»                     | Carles Solà i Francesc Pou                                            | 11 de desembre de 2022  | 263.000               | 12,8%             |
| El reportatge segueix la història de César Galarza, Katherin Arias, Diana Martínez i Lilia Prado, quatre joves que lluiten pels drets dels pobles indígenes i dels camperols de Colòmbia i Mèxic. Malgrat les amenaces i la persecució, els quatre joves són compromesos en la defensa de la vida i el territori, i han estat acollits a Catalunya pel Programa Català de Protecció de Defensors i Defensores dels Drets Humans. Les amenaces venen de grups armats il·legals, el narcotràfic i el crim organitzat, així com de les forces de seguretat, que consideren que la seva denúncia és un entrebanc per a les seves activitats. Aquest reportatge, produït per la Corporació Catalana de Mitjans Audiovisuals en col·laboració amb l'Agència Catalana de Cooperació al Desenvolupament, mostra la realitat de molts defensors dels drets humans en molts països que posen la seva vida en risc per defensar els drets més bàsics. |                      |                                        |                                                                       |                         |                       |                   |
| Sense anunciar | 12                   | «Salut, dades i negoci»                | David Carr-Brown                                                      | 8 de gener de 2023      | 217.000               | 10,5%             |
| El programa ha investigat la inversió dels gegants tecnològics Google, Amazon, Facebook i Apple, coneguts com a GAFA, en el sector sanitari, el qual és creixent i molt lucratiu. Mark Zuckerberg i la pediatra Priscilla Chan han creat una fundació per revolucionar la salut, utilitzant les seves enormes bases de dades per acabar amb totes les malalties a finals de segle. Un president d'una tecnològica finançada per Google afirma que les dades mèdiques són la base de la guerra i que la commoció farà tremolar els fonaments de la medicina tal com la coneixem. Es tracta d'una producció francesa titulada originalemnt Votre santé, un trésor très convoité. |                      |                                        |                                                                       |                         |                       |                   |
| Sense anunciar | 13                   | «Animals i companyia»                  | Joan Celdran Danés i Miki Martínez                                    | 15 de gener de 2023     | 330.000               | 14,6%             |
| El documental, produït per Televisió de Catalunya en col·laboració amb Incís Films, explora la relació entre els éssers humans i els animals de companyia. El reportatge destaca que una de cada quatre famílies catalanes viu amb un gat o un gos a casa, i que les persones que conviuen amb animals tenen més autoestima, menys estrès i més benestar psicològic. No obstant, també esmenta els costos socioambientals de tenir animals domèstics. El reportatge inclou diversos testimonis, com ara el cas d'una parella de Barcelona que va perdre el seu gos, i mostra diferents establiments, com un cafè de gats i una granja afectada per atacs de gossos. |                      |                                        |                                                                       |                         |                       |                   |
| Sense anunciar | 14                   | «Alcarràs, l'altra collita»            | Enric Pinyol, Àlex Oró i Xavier Brichs                                | 29 de gener de 2023     | 438.000               | 20,0%             |
| El reportatge, de producció pròpia, segueix la història de dos pagesos del Baix Segre que han patit la pitjor campanya de fruita dolça en 30 anys a causa d'una gelada al mes d'abril. El programa aborda temes com la falta de relleu generacional, els preus baixos que es paguen per la fruita i el futur de la pagesia, a través de les reflexions dels pagesos i altres actors del sector agrari. L'objectiu del reportatge és retratar la vida dels pagesos catalans i examinar l'ànima de l'agricultura en un moment de canvis i incerteses, després de l'èxit de la pel·lícula Alcarràs. |                      |                                        |                                                                       |                         |                       |                   |
| Sense anunciar | 15                   | «Corrupció al Vaticà»                  | Marco Tagliabue i Maria Roselli                                       | 5 de febrer de 2023     | 275.000               | 11,7%             |
| El reportatge, produït pel canal suís RSI amb el nom de Mea culpa - Corruzione in Vaticano, tracta sobre el cas de corrupció més greu dels últims 30 anys al Vaticà, que implica el cardenal Angelo Becciu, exresponsable de la Secretaria d'Estat vaticana. La investigació judicial es centra en la compra d'un edifici a Londres, la seu dels antics magatzems Harrods, i sospita que s'haurien utilitzat els fons de l'òbol de Sant Pere, que té 400 milions d'euros provinents de les donacions per ser utilitzats en causes socials i caritat. Els autors del reportatge han aconseguit entrevistar Enrico Crasso, un síndic establert a Lugano, que durant més de vint anys va treballar com a gestor extern de la caixa de la Secretaria d'Estat del Vaticà, i que ara ha de respondre davant la justícia vaticana i de la justícia penal. |                      |                                        |                                                                       |                         |                       |                   |
| Sense anunciar | 16                   | «Atrapats pel gasoil»                  | Jordi Regàs i Sara Segarra                                            | 12 de febrer de 2023    | 259.000               | 11,2%             |
| El documental, de producció pròpia, ostra les conseqüències de l'augment del preu del gasoil en sectors com el transport o l'agricultura. El reportatge exposa la dificultat que tenen les petites empreses per sobreviure amb aquesta situació i la falta de solucions per part de les institucions. |                      |                                        |                                                                       |                         |                       |                   |
| Sense anunciar | 17                   | «Ucraïna, viatge als altres fronts»    | Lluís Caelles i David Bou                                             | 19 de febrer de 2023    | 207.000               | 9,7%              |
| El documental, de producció pròpia, ofereix una visió de la situació a Ucraïna i dels diferents fronts de conflicte. El reportatge mostra com la població local viu aquesta situació de guerra i les conseqüències que té en les seves vides diàries. |                      |                                        |                                                                       |                         |                       |                   |
| Sense anunciar | 18                   | «Cada vegada més vegans»               | Tana Collados i Víctor Díaz                                           | 26 de febrer de 2023    | 410.000               | 19,5%             |
| El documental explora la tendència creixent del veganisme i el seu impacte en la societat i la indústria alimentària. El reportatge, de producció pròpia, presenta diferents opinions i punts de vista sobre el veganisme, incloent-hi els avantatges i els desavantatges d'aquesta forma de vida. Es destaca la importància de la informació i la conscienciació envers la procedència dels aliments i la sostenibilitat dels mateixos, així com el paper que juga la indústria en adaptar-se a aquesta nova tendència de consum. S'entrevisten persones que s'han adherit al veganisme i també experts en nutrició i en la indústria alimentària per explorar les diferents opinions sobre aquest estil de vida. |                      |                                        |                                                                       |                         |                       |                   |
| Sense anunciar | 19                   | «Gens anònims»                         | Mariona Bassa Camps i Àlex Gonzalo                                    | 5 de març de 2023       | 368.000               | 16,4%             |
| El documental, de producció pròpia, tracta sobre la dificultat de conciliar el dret a l'anonimat i el dret a conèixer l'origen genètic en l'era de la tecnologia i els avenços mèdics. Destaca que encara que l'anonimat és una garantia per als donants d'esperma, la tecnologia actual fa possible la identificació de familiars biològics mitjançant proves genètiques, el que genera un dilema ètic. |                      |                                        |                                                                       |                         |                       |                   |
| Sense anunciar | 20                   | «Sofia i Nigina, dues amigues lliures» | Margaux Benn i Solène Chalvon                                         | 12 de març de 2023      | 262.000               | 12,5%             |
| El documental exposa la realitat de les dones que treballen en salons de bellesa a Kabul, capital d'Afganistan, després del retorn dels talibans al poder. El reportatge, produït pel canal Arte amb el títol d'Afghanistan : tu enfanteras dans le chaos, mostra les dificultats que les dones han d'afrontar per exercir aquesta professió i les amenaces que reben per part dels grups radicals. Les dones que apareixen al documental expressen la seva determinació per continuar lluitant per la seva llibertat i els seus drets, malgrat les circumstàncies adverses. |                      |                                        |                                                                       |                         |                       |                   |
| Sense anunciar | 21                   | «No plou prou»                         | Ignasi Gallart i Francesc Pou                                         | 19 de març de 2023      | 338.000               | 15,0%             |
| El documental, de producció pròpia, aborda les conseqüències de la sequera a Catalunya, incloent-hi la situació dels embassaments, l'impacte en la pagesia i la economia, així com els efectes en l'ecosistema en cas de prolongar-se aquesta situació. Es posa l'accent en la necessitat de buscar solucions i alternatives per fer front a la sequera, com ara la gestió eficient de l'aigua i la promoció d'un consum responsable per part de la població. |                      |                                        |                                                                       |                         |                       |                   |
| Sense anunciar | 22                   | «Kings League, comença la partida»     | Jordi Bentanachs, Lluís Cervelló, Àlex Gonzalo i Miquel Àngel Navajas | 26 de març de 2023      | 396.000               | 19,1%             |
| El reportatge, de producció pròpia, explora com la creació de la Kings League, una lliga independent impulsada per Gerard Piqué, ha afectat el futbol català. La Kings League és una competició de futbol amb un format diferent de les lligues tradicionals, que ha generat controvèrsia en el món del futbol català. El reportatge explora les opinions de diversos actors del món del futbol, com ara jugadors, entrenadors i dirigents de clubs, sobre aquesta iniciativa. TV3 va emetre el reportatge en el marc d'una programació especial per l'emissió en diferit de la final four de la competició. |                      |                                        |                                                                       |                         |                       |                   |
| Sense anunciar | 23                   | «La gran distracció»                   | Genís Cormand i Xavier Bonet                                          | 2 d'abril de 2023       | 222.000               | 11,8%             |
| El reportatge, de producció pròpia, tracta sobre com l'ús excessiu de pantalles pot afectar negativament el desenvolupament cerebral dels infants i adolescents. Segons el reportatge, diversos estudis apunten que l'ús prolongat de dispositius electrònics, com ara els telèfons mòbils, tauletes o ordinadors, poden provocar canvis en la cognició i comportament dels joves. El documental posa de manifest la preocupació dels professionals de la salut i educació davant aquest fenomen. |                      |                                        |                                                                       |                         |                       |                   |
| Sense anunciar | 24                   | «Finlàndia, el país més feliç del món» | Céline Missoffe                                                       | 9 d'abril de 2023       | Sense determinar      | Sense anunciar    |
| El documental, del programa francès Enquête exclusive, radiografia la situació política i social de Finlàndia, que ha estat considerada sis vegades com el país més feliç del món per les Nacions Unides. L'article destaca l'alt nivell de vida del país, la generositat social i un sistema educatiu considerat entre els millors del món. El país també té una política generosa de permisos parentals i un fort enfocament en la igualtat de gènere. Tanmateix, el reportatge assenyala que els alts nivells de consum d'alcohol i violència domèstica són aspectes negatius de la societat finlandesa. A més, Finlàndia s'està preparant per unir-se a l'OTAN, i la recent victòria dels conservadors a les eleccions parlamentàries ha creat un nou panorama polític. Titulat originalment com a Finlande : le pays du bonheur face à la menace russe. |                      |                                        |                                                                       |                         |                       |                   |
| Sense anunciar | 25                   | «La guerra dels xips»                  | Nicolas Vescovacci                                                    | 30 d'abril de 2023      | 195.000               | 10,2%             |
| El documental, titulat originalment en francès com a La guerre des puces, parla de la lluita entre els Estats Units i la Xina per liderar la indústria dels xips i l'economia mundial. La pandèmia va accentuar l'escassedat de microxips i va desencadenar una crisi global que va afectar la producció de molts dispositius tecnològics, com els cotxes i els telèfons intel·ligents. La majoria dels microprocessadors provenen de Taiwan i els americans i europeus estan intentant fabricar-los ells mateixos per evitar que la Xina pugui liderar el mercat. |                      |                                        |                                                                       |                         |                       |                   |
| Sense anunciar | 26                   | «Europa, a un cop de tren?»            | Joan Salicrú                                                          | 7 de maig de 2023       | 358.000               | 16,5%             |
| El reportatge, produït per Televisió de Catalunya en col·laboració amb Clack, planteja la qüestió de si és viable substituir l'ús de l'avió pel tren per als desplaçaments per Europa, i explora les barreres i els desafiaments que hi ha per aconseguir-ho. La Comissió Europea ha anunciat una inversió de 500 milions d'euros per connectar les xarxes ferroviàries de les principals ciutats europees, però encara hi ha problemes com la incompatibilitat de les vies d'alta velocitat entre França i Espanya. El reportatge també destaca l'experiència de persones que fan servir el tren per desplaçar-se a altres ciutats europees i les resistències dels estats per compartir projectes i competències. També es fa referència a les organitzacions ecologistes que promouen l'ús del tren per reduir les emissions de gasos contaminants. |                      |                                        |                                                                       |                         |                       |                   |
| Sense anunciar | 27                   | «Torna el talent»                      | Xavier Duran i Joan Carles Calvera                                    | 21 de maig de 2023      | 318.000               | 14,6%             |
| El reportatge, de producció pròpia, analitza la possibilitat que els professionals de la recerca científica puguin quedar-se a Catalunya per fer recerca. A través del testimoni d'investigadors que es troben en situacions molt diferents, es constata que, tot i que la producció científica ha augmentat notablement, la despesa en R+D a Catalunya és lluny dels estàndards de la Unió Europea. Malgrat això, hi ha casos d'investigadors que han retornat a Catalunya després d'haver estat a l'estranger, com ara Salvador Macip, Beatriz Prieto o Irene Arias. En canvi, altres investigadors han hagut de renunciar a la recerca per manca d'oportunitats a Catalunya. El reportatge també destaca la importància de generar i retenir talent a través d'institucions com ICREA i de fer una aposta estratègica per la recerca científica a Catalunya per generar activitat econòmica. |                      |                                        |                                                                       |                         |                       |                   |
| Sense anunciar | 28                   | «Oligarques»                           | Vincent Prado                                                         | 4 de juny de 2023       | 250.000               | 13,1%             |
| El documental, produït per l'agència francesa Ligne de Front per al programa Enquête exclusive, investiga els oligarques russos afectats per les sancions europees després de la invasió d'Ucraïna. Revela les seves possessions, activitats i els mecanismes per eludir les sancions, així com les misterioses morts que han ocorregut entre ells. Les sancions han afectat més de 1.200 persones i han congelat béns per valor de 17.000 milions d'euros. |                      |                                        |                                                                       |                         |                       |                   |
| Sense anunciar | 29                   | «La feina o la vida»                   | Mariona Bassa Camps i Víctor Díaz Solé                                | 11 de juny de 2023      | 341.000               | 15,5%             |
| El documental, de producció pròpia, aborda la mirada generacional dels joves cap a la feina i com la pandèmia i altres factors han influït en aquesta percepció. Mitjançant les històries de diferents joves, es posa de manifest el pessimisme provocat per les experiències precàries en el món laboral. No obstant això, el valor del temps lliure, la conciliació i la motivació són aspectes destacats que guien les seves perspectives sobre el treball. Aquest enfocament ressalta la importància d'una feina que aporti un sentit més enllà de la producció i la necessitat de prioritzar el temps per a les relacions familiars i les activitats personals. |                      |                                        |                                                                       |                         |                       |                   |
| Sense anunciar | 30                   | «Hawaii: el paradís es reivindica»     | Matt Davis                                                            | 18 de juny de 2023      | 258.000               | 11,6%             |
| Hawaii és considerat un destí de vacances per a la pràctica del surf, amb paisatges impressionants i una població local amable i servicial. No obstant això, hi ha una lluita per recuperar la llengua, la cultura, les tradicions i les formes d'organització social anteriors a l'annexió als Estats Units el 1898. Les illes depenen principalment del turisme, però una part important de la població local ocupa treballs precaris en el sector turístic o serveix a multimilionaris estatunidencs que han convertit l'illa en el seu lloc d'esbarjo. El moviment sobiranista hawaià s'ha enfortit en els últims anys i busca la recuperació de la seva identitat i el respecte a la terra i la natura davant de la massificació turística i la desigualtat social. Es tracta d'un reportatge de la sèrie documental australiana Foreign Correspondent. |                      |                                        |                                                                       |                         |                       |                   |
| Sense anunciar | 31                   | «Vides trans»                          | Equip del 30 minuts                                                   | 25 de juny de 2023      | 276.000               | 14,1%             |
| El reportatge, de producció pròpia, exposa la realitat de les persones que han realitzat una transició de gènere. S'aborden diversos casos de dones i homes trans, explorant diferents àmbits de les seves vides, com ara les relacions de parella, l'accés a l'ocupació, l'esport i fins i tot la vida dins d'un entorn penitenciari. També es posa èmfasi en l'assetjament i les agressions de què són víctimes aquestes persones. El reportatge destaca els reptes i les dificultats que comporta fer una transició de gènere, tot mostrant històries de superació i resiliència. Si bé hi ha progressos en l'acceptació de les persones trans, encara es constata que algunes dones trans segueixen sent marginades i obligades a recórrer a la prostitució per sobreviure. |                      |                                        |                                                                       |                         |                       |                   |
| Sense anunciar | 32                   | «Wagner: per Rússia o contra Rússia»   | Raphaël Pellégrino                                                    | 2 de juliol de 2023     | 343.000               | 18,8%             |
| El documental, emès originalment al programa Enquête exclusive, exposa la història i el funcionament de l'exèrcit privat de Ievgueni Prigojin, conegut com a Grup Wagner, que ha estat al servei de Vladímir Putin i el neotsarisme imperialista. A través del testimoni de tres exmercenaris i experts, s'explica com aquest grup recluta i forma mercenaris per participar en conflictes com la guerra d'Ucraïna i la guerra civil a Síria. Es revelen les impunitats d'aquest exèrcit mercenari, que no està sotmès a les lleis internacionals i nacionals i comet crims de guerra sense conseqüències. Malgrat ser temuts per la seva ferocitat i brutalitat, els mercenaris de Wagner han aconseguit èxits militars importants per a Rússia. El documental posa de manifest la relació estreta entre Prigojin, un delinqüent convertit en multimilionari, i Putin, i com aquest grup no només es dedica a l'activitat militar, sinó que controla diversos negocis a l'Àfrica i el Pròxim Orient. Els destins d'aquests mercenaris i del neotsarisme estan inextricablement vinculats. |                      |                                        |                                                                       |                         |                       |                   |
| Sense anunciar | 33                   | «La llet no té preu»                   | Marc Riera                                                            | 9 de juliol de 2023     | 276.000               | 15,9%             |
| El reportatge, de producció pròpia, explora la situació crítica de la indústria de la llet a Catalunya, afectada per la pressió d'un model global i tecnificat. El sector es troba en una situació límit amb una escassa relleu generacional i una disminució dràstica del nombre d'explotacions. Malgrat aquests desafiaments, els ramaders continuen lluitant per mantenir-se a flotació. El documental també posa de manifest els canvis en el sector des de l'entrada d'Espanya a la Unió Europea, amb la liberalització del mercat i la caiguda dels preus de venda. Aquesta transformació ha provocat la desaparició de moltes granges i una tendència cap a les macrogranges industrialitzades. El documental planteja preguntes importants sobre el futur de la indústria làctica a Catalunya i convida la societat a reflexionar sobre el model que desitja per aquest sector. |                      |                                        |                                                                       |                         |                       |                   |
| Sense anunciar | 34                   | «Catalunya Nord: el català, a judici»  | Pep Antoni Roig, Roberto Lázaro i Jordi Escofet                       | 16 de juliol de 2023    | 324.000               | 19,4%             |
| El documental, produït per Frame CreativeMedia i PuntTV, examina l'estat actual de la llengua catalana a la Catalunya Nord a través de testimonis de polítics, periodistes, historiadors, professors, activistes culturals i membres de la societat civil. Se centra en el moment en què cinc ajuntaments nord-catalans són jutjats per utilitzar el català oficialment en les seves sessions plenàries. El documental planteja la qüestió de si el català està perdent parlants o si la situació pot canviar en el futur. També s'explora el conflicte entre els valors republicans francesos d'igualtat, fraternitat i llibertat i les restriccions a l'ús del català en el context francès. La sentència final permet parlar català en actes administratius oficials sempre que s'hagi utilitzat prèviament el francès. |                      |                                        |                                                                       |                         |                       |                   |

### Reportatges reemesos
| Títol                                   | Direcció                  | Data d'emissió     | Espectadors (milions) | Quota de pantalla |
| --------------------------------------- | ------------------------- | ------------------ | --------------------- | ----------------- |
| «Senglar, el veí salvatge»              | Jordi Regàs i Víctor Díaz | 14 de maig de 2023 | 331.000               | 15,8%             |
| Emès originalment el 8 de maig de 2022. |                           |                    |                       |                   |

## Rebuda
El reportatge més seguit va ser «Alcarràs, l'altra collita», amb 438.000 espectadors, emès el 29 de gener de 2023, amb un 20% de quota de pantalla.
La temporada va tancar amb una quota de pantalla del 14,9 %, cosa que va representar la millor mitjana d'audiència de les darreres deu temporades.